# Don Koehler
Don Koehler (Denton, 1º settembre 1925 – Chicago, 26 febbraio 1981) è stato dal 1963 al 1981 l'uomo più alto vivente.

## Biografia
Era nato a Denton nel Michigan (Stati Uniti). I suoi genitori avevano entrambi statura molto alta (suo padre era alto 188 cm, sua madre 178 cm). Così pure sua sorella gemella, che era alta 175 cm. Ha iniziato a crescere molto velocemente dall'età di 10 anni. La sua altezza massima è stata di 249 cm, successivamente ridottasi a causa di un problema alla colonna vertebrale.